# دورتشا
دورتشا (بالبلغارية: Дурча)‏ قرية تقع إدارياً ضمن مقاطعة غابروفو في بلغاريا. تعتمد دورتشا للبريد على الرمز البريدي 5380.